# Kotagiri

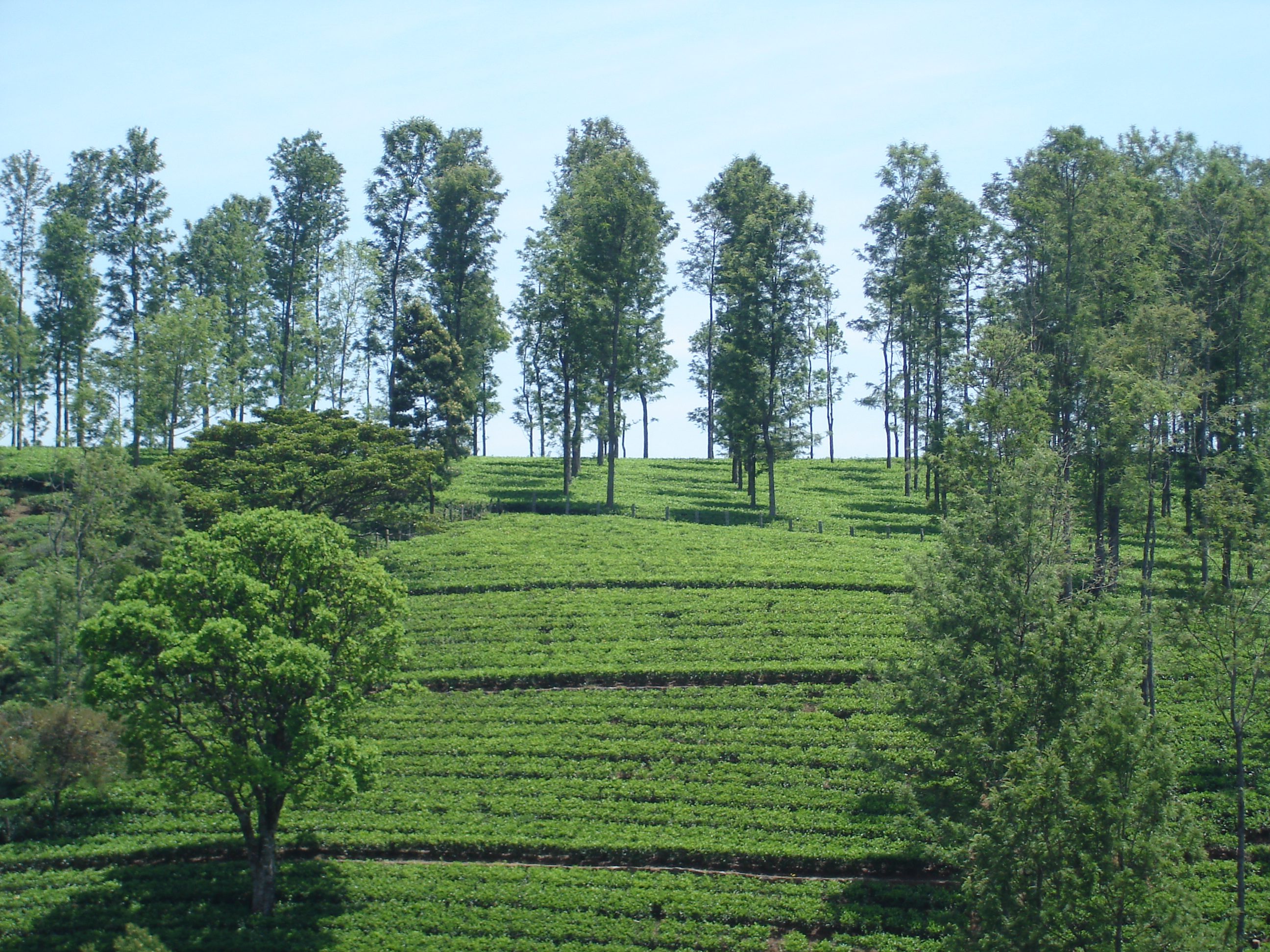
Teeplantage bei Kotagiri

Kotagiri (Tamil: கோத்தகிரி, Kōttakiri = „Berg der Kota“) ist ein Bergort mit ca. 28.000 Einwohnern in den Nilgiribergen im Westen des südindischen Bundesstaats Tamil Nadu. Der Name verweist auf das Stammesvolk der Kota, das in der Umgebung der Stadt siedelt.

## Lage und Klima
Kotagiri liegt auf ca. 1985 m Höhe etwa 30 km östlich von Udagamandalam (Ooty) bzw. 16 km südwestlich von Kodanad. Das Klima ist gemäßigt bis warm; Regen (ca. 1300 mm/Jahr) fällt nahezu ausschließlich während der sommerlichen Monsunzeit.

## Bevölkerung
| Jahr      | 1991   | 2001   | 2011   |
| Einwohner | 29.557 | 29.192 | 28.207 |

Ca. 77,5 % der Einwohner sind Hindus und ca. 5,5 % sind Moslems; der christliche Bevölkerungsanteil ist mit ca. 16,5 % sehr hoch. Der weibliche Bevölkerungsanteil ist ca. 8 % höher als der männliche. Nur ca. 10 % der Bevölkerung sind Analphabeten. 52 % sprechen Tamil als Muttersprache, 26 % Badaga, 9 % Malayalam, 7 % Telugu und 3 % Kannada.

## Wirtschaft
Die Feldwirtschaft bildete jahrhundertelang die Lebensgrundlage der Bevölkerung; heute spielt der Anbau von Teepflanzen die wichtigste Rolle. Der innerindische Tourismus hat seit den letzten Jahrzehnten des 20. Jahrhunderts an Bedeutung zugenommen – Kotagiri ist ein Bergerholungsort.

## Geschichte
Der Gouverneur (District Collector) John Sullivan, ein ehemaliger Sekretär der Britischen Ostindien-Kompanie, erbaute im Jahr 1819, zur Zeit der britischen Kolonialherrschaft, im nahe gelegenen Dorf Kannerimukku das erste europäische Haus in den Nilgiribergen, das aber heute in baufälligem Zustand ist. Aufgrund der reizvollen Landschaft und des gemäßigten Klimas wurde der Ort zu einer Hill Station der britischen Kolonialherren in der Region.

## Sehenswürdigkeiten
Kotagiri selbst hat keine herausragenden Sehenswürdigkeiten. Zu den touristischen Anziehungspunkten zählen die ca. 6 km südlich des Ortes gelegenen Catherine Falls. Beeindruckend sind außerdem verschiedene Ausblicke von den Berghöhen und Bergstraßen in die Schluchten, sowie der Longwood Shola Forest, ein 3 km entferntes, urtümliches Bergwaldgebiet.